# Mistrovství světa v ledním hokeji 1983
49. Mistrovství světa v ledním hokeji a 60. mistrovství Evropy se hrálo ve dnech 16. dubna - 2. května 1983 v německých městech Düsseldorf, Dortmund a Mnichov.

## Herní systém
V A-skupině se hrálo novým systémem: 8 účastníků nejprve každý s každým jednokolově, poté mužstva na 1. - 4. místě hrála o titul mistra světa, přičemž se utkání z prvního kola nezapočítávala. Mužstva na 5. - 8. místě hrála o udržení, přičemž se utkání z prvního kola započítávala.
Výsledky evropských mužstev ze základní skupiny určily pořadí 60. Mistrovství Evropy.

## Zajímavosti

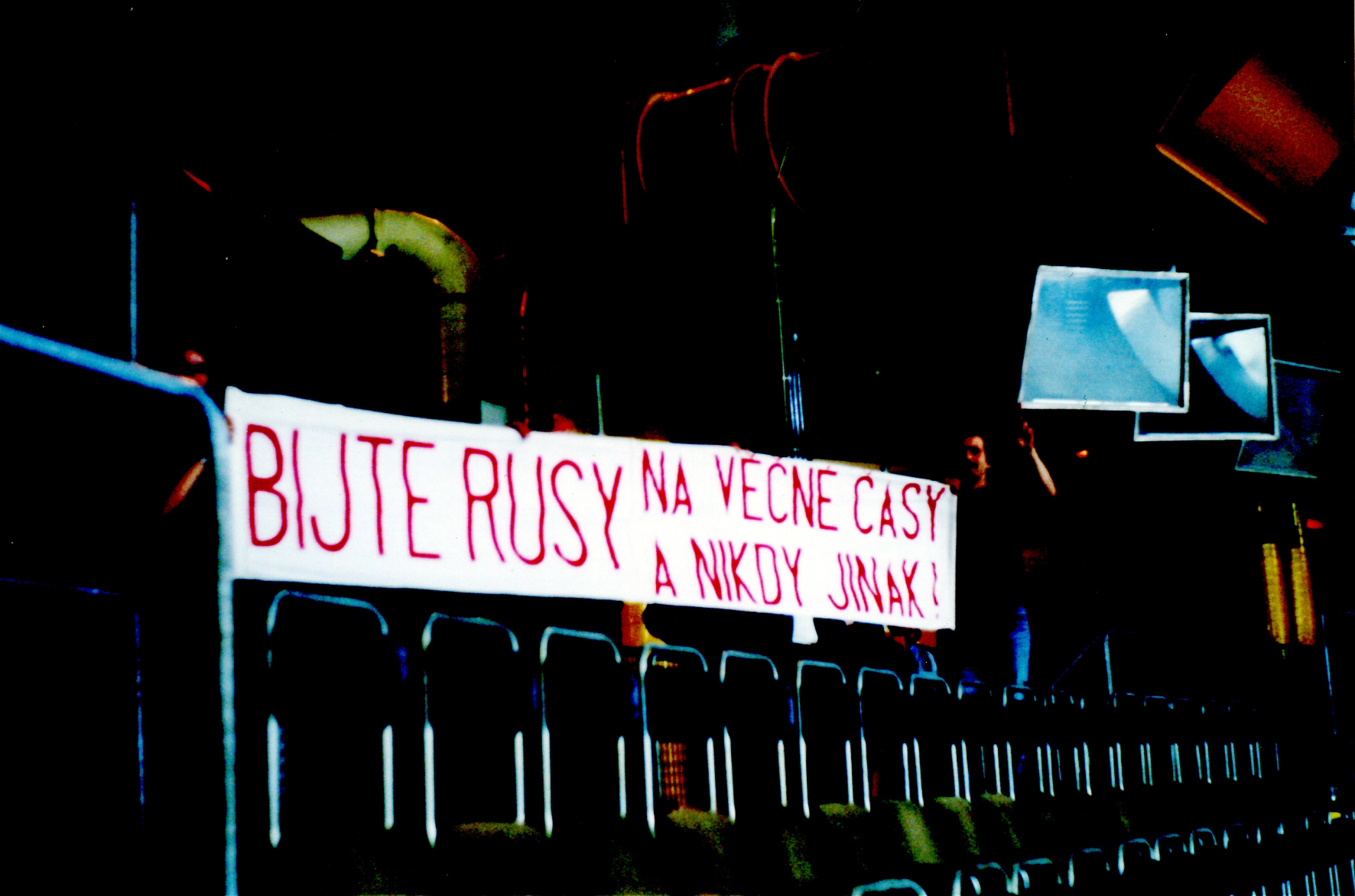
Protestující čeští emigranti

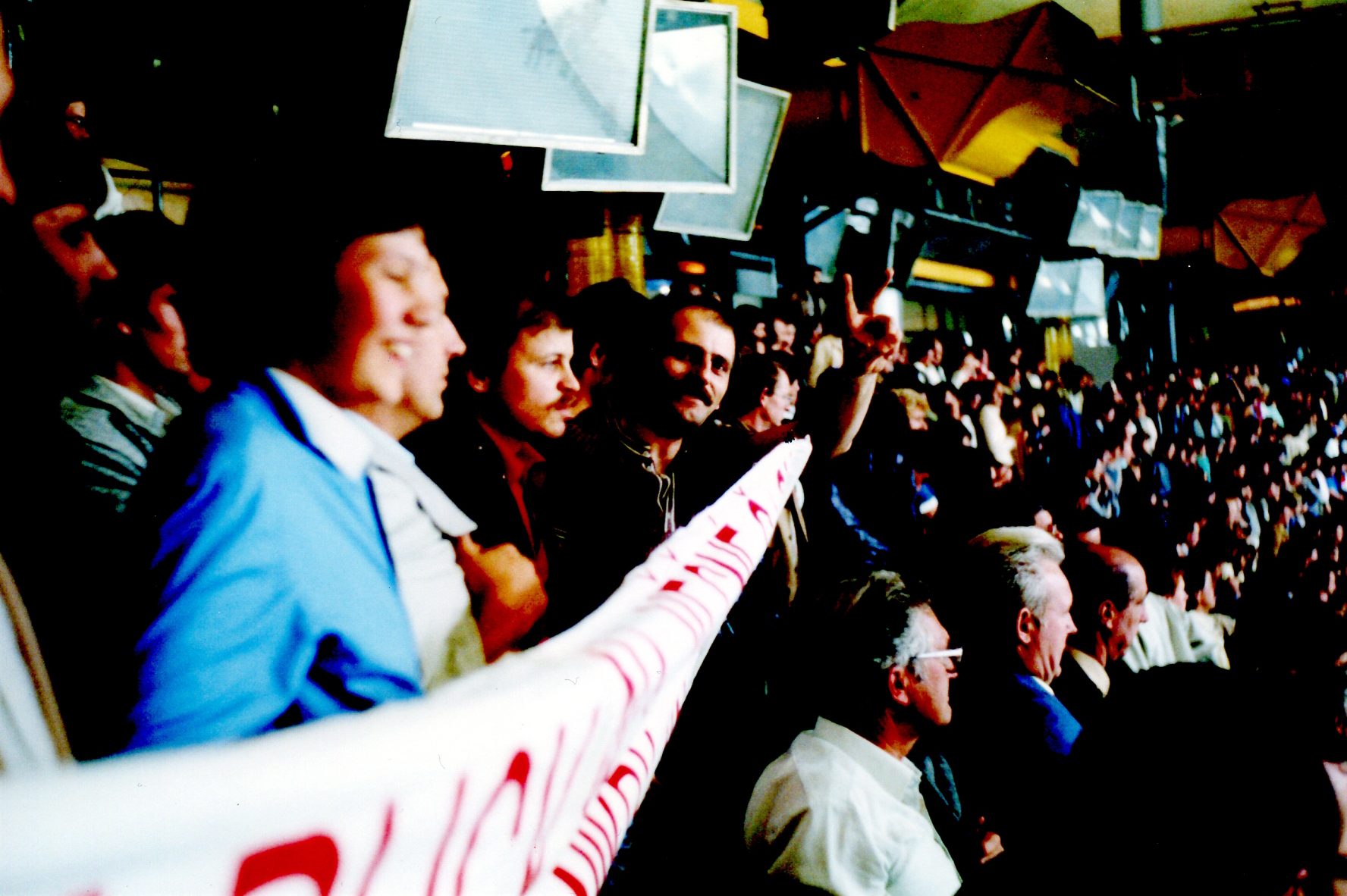
Protestující čeští emigranti

Překvapením byl výsledek ČSSR - SRN 3:3, který rozhodoval o postupu do finálové skupiny.
O titulu mistra světa nakonec rozhodl zápas ČSSR - SSSR 1:1, týmu SSSR stačila k titulu remíza díky lepšímu skóre ze všech utkání finálové skupiny. Během tohoto zápasu skupina československých emigrantů rozvinula transparent s nápisem „Bijte Rusy na věčné časy a nikdy jinak“, což vedlo k protestům československých hokejových i státních orgánů.

## Výsledky a tabulky

### Základní část
|    |         | URS  | CAN | TCH  | SWE | GER | GDR | FIN | ITA  | V | R | P | Skóre | B  |
| 1. | SSSR    | ***  | 8:2 | 5:1  | 5:3 | 6:0 | 3:0 | 3:0 | 11:1 | 7 | 0 | 0 | 41:7  | 14 |
| 2. | Kanada  | 2:8  | *** | 3:1  | 2:3 | 3:1 | 5:2 | 5:1 | 6:0  | 5 | 0 | 2 | 26:16 | 10 |
| 3. | ČSSR    | 1:5  | 1:3 | ***  | 4:1 | 3:3 | 6:1 | 4:2 | 11:0 | 4 | 1 | 2 | 30:15 | 9  |
| 4. | Švédsko | 3:5  | 3:2 | 1:4  | *** | 5:1 | 5:4 | 4:4 | 5:1  | 4 | 1 | 2 | 26:21 | 9  |
| 5. | SRN     | 0:6  | 1:3 | 3:3  | 1:5 | *** | 4:3 | 4:3 | 4:0  | 3 | 1 | 3 | 17:23 | 7  |
| 6. | NDR     | 0:3  | 2:5 | 1:6  | 4:5 | 3:4 | *** | 6:4 | 3:1  | 2 | 0 | 5 | 19:28 | 4  |
| 7. | Finsko  | 0:3  | 1:5 | 2:4  | 4:4 | 3:4 | 4:6 | *** | 6:2  | 1 | 1 | 5 | 20:28 | 3  |
| 8. | Itálie  | 1:11 | 0:6 | 0:11 | 1:5 | 0:4 | 1:3 | 2:6 | ***  | 0 | 0 | 7 | 5:46  | 0  |

 Československo -  Finsko	4:2 (1:0, 1:1, 2:1)
16. dubna 1983 (15:00) – Düsseldorf (Eisstadion an der Brehmstraße)

Branky a nahrávky Československa: 16:14 Jiří Lála (František Černík), 23:55 Ladislav Svozil (Radoslav Svoboda, Jiří Lála), 55:33 Vladimír Růžička (Vladimír Caldr, Pavel Richter), 58:22 Dárius Rusnák.

Branky a nahrávky Finska: 28:13 Petri Skriko (Risto Jalo, Raimo Summanen), 51:23 Pertti Lehtonen (Raimo Summanen, Pekka Rautakallio).

Rozhodčí: Dag Olsson (SWE) – Bernd Schneider (FRG), Heribert Vogt (FRG)

Vyloučení: 2:4 (0:1)

Diváků: 3 500
ČSSR: Jiří Králík – Milan Chalupa, Jaroslav Benák, Arnold Kadlec, Miroslav Dvořák, Radoslav Svoboda, Eduard Uvíra – Vincent Lukáč, Dárius Rusnák, Igor Liba – Jiří Lála, Ladislav Svozil, František Černík – Vladimír Caldr, Vladimír Růžička, Pavel Richter – Jiří Hrdina, Dušan Pašek, František Černý.
Finsko: Kari Takko – Pekka Rautakallio, Tapio Levo, Risto Siltanen, Hannu Helander, Pertti Lehtonen, Matti Kaario – Arto Javanainen, Matti Hagman, Kari Makkonen – Ilkka Sinisalo, Juha Nurmi, Timo Susi – Petri Skriko, Risto Jalo, Raimo Summanen – Arto Sirviö, Anssi Melametsä, Tony Arima.
 SSSR -  NDR 	3:0 (0:0, 2:0, 1:0)
16. dubna 1983 (15:00) – Dortmund (Westfalenhalle)

Branky SSSR: 25:13 Vladimir Krutov, 25:49 Sergej Kapustin, 44:46 Alexandr Skvorcov.

Rozhodčí: Mark Faucette (USA) – Walter Frey (FRG), Werner Würth (FRG)

Vyloučení: 4:5

Diváků: 3 000
 SRN -  Švédsko 	1:5 (1:1, 0:2, 0:2)
16. dubna 1983 (18:30) – Dortmund (Westfalenhalle)

Branky SRN: 2:22 Ignaz Berndaner.

Branky Švédska: 8:02 Kent Johanson, 27:34 Bo Eriksson, 36:09 Peter Sundström, 42:17 Bentg-Ake Gustafsson, 48:31 Bentg-Ake Gustafsson.

Rozhodčí: Jurij Karandin (URS) – Peter Sommerschuh (GDR), Jan Tatíček (TCH)

Vyloučení: 8:8

Diváků: 11 000
 Kanada -  Itálie	6:0 (2:0, 1:0, 3:0)
16. dubna 1983 (18:30) – Düsseldorf (Eisstadion an der Brehmstraße)

Branky Kanady: 18:10 Charlie Simmer, 18:54 Dennis Maruk, 35:30 Mike Gartner, 42:40 Marcel Dionne, 50:49 Michel Goulet, 57:45 Charlie Simmer.

Rozhodčí: Pertti Juhola (FIN) – Anatolij Barinov (URS), Lasse Vanhanen (FIN)

Vyloučení: 8:10

Diváků: 3 800
 Československo -  NDR 	6:1 (1:0, 1:1, 4:0)
17. dubna 1983 (15:00) – Dortmund (Westfalenhalle)

Branky a nahrávky Československa: 17:02 Jiří Lála, 21:50 Dárius Rusnák, 43:30 Vladimír Caldr (Jiří Lála, Jaroslav Benák), 44:55 Milan Chalupa (Pavel Richter, Vladimír Caldr), 45:29 Igor Liba, 54:43 Vincent Lukáč (Igor Liba, Dárius Rusnák).

Branky a nahrávky NDR: 23:08 Eckhard Scholz (Dieter Kinzel).

Rozhodčí: Pertti Juhola (FIN) – Gustavo Alaimo (ITA), Helmut Schmid (FRG)

Vyloučení: 4:3 (0:0, 2:0)

Diváků: 535
ČSSR: Jiří Králík – Milan Chalupa, Jaroslav Benák, Radoslav Svoboda, Eduard Uvíra, František Musil, Miroslav Dvořák – Jiří Lála, Ladislav Svozil, František Černík – Vincent Lukáč, Dárius Rusnák, Igor Liba – Vladimír Caldr, Vladimír Růžička, Pavel Richter – Oldřich Válek, Dušan Pašek, František Černý.
NDR: Rene Bielke – Dietmar Peters, Frank Braun, Dieter Frenzel, Reinhard Fengler, Karl-Rüdiger Schröder, Joachim Lempio – Thomas Graul, Roland Peters, Guido Hiller – Frank Proske, Dieter Simon, Harald Kuhnke – Stefan Steinbock, Gerhard Müller, Friedhelm Bögelsack – Dieter Kinzel, Andreas Ludwig, Eckhard Scholz.
 SSSR -  Finsko		3:0 (1:0, 1:0, 1:0)
17. dubna 1983 (15:00) – Düsseldorf (Eisstadion an der Brehmstraße)

Branky SSSR: 16:33 Alexandr Skvorcov, 24:42 Sergej Makarov, 41:26 Sergej Kapustin.

Rozhodčí: Dag Olsson (SWE) – Bernd Schneider (FRG), Heribert Vogt (FRG)

Vyloučení: 4:6

Diváků: 5 000
 Švédsko -  Kanada 	3:2 (1:1, 2:1, 0:0)
17. dubna 1983 (18:30) – Dortmund (Westfalenhalle)

Branky Švédska: 7:19 Peter Sundström, 23:14 Peter Andersson, 34:37 Tommy Mörth.

Branky Kanady: 14:56 Mike Gartner, 34:57 Darryl Sittler.

Rozhodčí: Vladimír Šubrt (TCH) – Walter Frey (FRG), Werner Würth (FRG)

Vyloučení: 2:4

Diváků: 3 500
 SRN -  Itálie		4:0 (1:0, 1:0, 2:0)
17. dubna 1983 (18:30) – Düsseldorf (Eisstadion an der Brehmstraße)

Branky SRN: 7:30 Harold Kreis, 21:55 Holger Meitinger, 42:55 Michael Betz, 55:50 Dieter Hegen.

Rozhodčí: Jurij Karandin (URS) – Anatolij Barinov (URS), Lasse Vanhanen (FIN)

Vyloučení: 12:7

Diváků: 9 600
 Československo -  Švédsko 	4:1 (2:1, 2:0, 0:0)
19. dubna 1983 (15:00) – Düsseldorf (Eisstadion an der Brehmstraße)

Branky a nahrávky Československa: 11:03 Igor Liba (Miroslav Dvořák, Jiří Lála), 11:26 Vladimír Caldr (Vladimír Růžička), 35:27 František Černík (Jiří Lála, Ladislav Svozil), 36:16 Dárius Rusnák (Igor Liba, Jaroslav Benák).

Branky a nahrávky Švédska: 6:59 Leif Holmgren (Mats Näslund, Mats Thelin).

Rozhodčí: Ron Fournier (CAN) – Helmut Schmid (FRG), Lasse Vanhanen (FIN)

Vyloučení: 7:7 (0:1)

Diváků: 4 900
ČSSR: Jiří Králík – Milan Chalupa, Jaroslav Benák, Radoslav Svoboda, Eduard Uvíra, Arnold Kadlec, Miroslav Dvořák – Jiří Lála, Ladislav Svozil, František Černík – Vladimír Caldr, Vladimír Růžička, Pavel Richter – Vincent Lukáč, Dárius Rusnák, Igor Liba – Jiří Hrdina, Dušan Pašek, František Černý.
Švédsko: Pelle Lindbergh – Peter Andersson, Bo Eriksson, Mats Thelin, Mats Waltin, Tommy Samuelsson, Thomas Eriksson – Peter Sundström, Bentg-Ake Gustafsson, Mats Näslund – Tom Eklund, Roland Eriksson, Jörgen Pettersson – Häkan Södergren, Leif Holmgren, Tommy Mörth – Kent Johanson, Thomas Rundqvist, Jan Erixon.
 NDR -  Itálie		3:1 (2:1, 1:0, 0:0)
19. dubna 1983 (17:00) – Dortmund (Westfalenhalle)

Branky NDR: 10:00 Thomas Graul, 19:17 Detlef Radant, 30:12 Frank Proske.

Branky Itálie: 1:44 Constante Priondolo.

Rozhodčí: Dag Olsson (SWE) – Walter Frey (FRG), Werner Würth (FRG)

Vyloučení: 4:5

Diváků: 500
 SRN -  Finsko		4:3 (3:2, 0:1, 1:0)
19. dubna 1983 (18:30) – Düsseldorf (Eisstadion an der Brehmstraße)

Branky SRN: 7:47 Dieter Hegen, 14:28 Peter Schiller, 18:06 Marcus Kuhl, 24:45 Helmut Steiger.

Branky Finska: 13:05 Anssi Melametsä, 19:30 Petri Skriko, 57. Tapio Levo.

Rozhodčí: Vladimír Šubrt (TCH) – Anatolij Barinov (URS), Jan Tatíček (TCH)

Vyloučení: 7:5

Diváků: 9 600
 SSSR -  Kanada 	8:2 (4:1, 2:1, 2:0)
19. dubna 1983 (20:15) – Dortmund (Westfalenhalle)

Branky SSSR: 5:16 Michail Vasiljev, 7:29 Vladimir Krutov, 17:19 Helmuts Balderis, 18:24 Sergej Makarov, 31:12 Igor Larionov, 37:12 Michail Vasiljev, 40:36 Sergej Makarov, 49:34 Alexandr Malcev.

Branky Kanady: 19:47 Dennis Maruk, 33:15 Darryl Sittler.

Rozhodčí: Mark Faucette (USA) – Bernd Schneider (FRG), Heribert Vogt (FRG)

Vyloučení: 11:10

Diváků: 9 000
 Švédsko -  NDR 	5:4 (1:0, 3:2, 1:2)
20. dubna 1983 (17:00) – Dortmund (Westfalenhalle)

Branky Švédska: 12:15 Jan Erixon, 20:44 Roland Eriksson, 22:52 Mats Näslund, 23:28 Tom Eklund, 42:31 Jan Erixon.

Branky NDR: 28:42 Frank Proske, 35:49 Andreas Ludwig, 45:15 Roland Peters, 58:43 Thomas Graul.

Rozhodčí: Mark Faucette (USA) – Anatolij Barinov (URS), Gustavo Alaimo (ITA)

Vyloučení: 5:2

Diváků: 1 200
 SSSR -  SRN 	6:0 (2:0, 2:0, 2:0)
20. dubna 1983 (20:15) – Dortmund (Westfalenhalle)

Branky SSSR: 3:06 Andrej Chomutov, 13:25 Sergej Makarov, 35:50 Sergej Kapustin, 36:07 Helmuts Balderis, 46:20 Vladimir Krutov, 56:19 Sergej Makarov.

Rozhodčí: Ron Fournier (CAN) - Lasse Vanhanen (FIN), Jan Tatíček (TCH)

Vyloučení: 4:4

Diváků: 9 500
 Finsko -  Itálie		6:2 (3:0, 0:2, 3:0)
21. dubna 1983 (17:00) – Dortmund (Westfalenhalle)

Branky Finska: 5:05 Anssi Melametsä, 7:07 Tony Arima, 15:45 Anssi Melametsä, 50:22 Pekka Rautakallio, 53:44 Arto Javanainen, 58:06 Tapio Levo.

Branky Itálie: 24:28 Grant Goegan, 37:22 Rick Bragnalo.

Rozhodčí: Vladimír Šubrt (TCH) – Jan Taticek (TCH), Peter Sommerschuh (GDR)

Vyloučení: 2:8

Diváků: 1 000
 Československo -  Kanada 	1:3 (1:0, 0:0, 0:3)
21. dubna 1983 (20:15) – Dortmund (Westfalenhalle)

Branky a nahrávky Československa: 12:26 Jiří Lála.

Branky a nahrávky Kanady: 43:02 Marcel Dionne (Charlie Simmer), 48:00 Marcel Dionne (Rick Lanz, Dong Halward), 53:45 Marcel Dionne (James Patrick).

Rozhodčí: Jurij Karandin (URS) – Anatolij Barinov (URS), Lasse Vanhanen (FIN)

Vyloučení: 4:4 (0:1)

Diváků: 4 200
ČSSR: Jiří Králík – Milan Chalupa, Jaroslav Benák, Arnold Kadlec, Eduard Uvíra, František Musil, Miroslav Dvořák – Jiří Lála, Dušan Pašek, František Černík – Vincent Lukáč, Dárius Rusnák, Igor Liba – Vladimír Caldr, Vladimír Růžička, Pavel Richter – Oldřich Válek, Jiří Hrdina, František Černý.
Kanada: Rick Wamsley – Rick Lanz, Dong Halward, Scott Stevens, Brian Engblom, James Patrick, Tim Watters – Mike Gartner, Dennis Maruk, Michel Goulet – Brian Propp, Darryl Sittler, John Anderson – Dave Taylor, Marcel Dionne, Charlie Simmer – Pat Flatley, Gordon Sherven, Bob Gainey.
 Kanada -  Finsko	5:1 (2:1, 3:0, 0:0)
22. dubna 1983 (17:00) – Dortmund (Westfalenhalle)

Branky Kanady: 10:51 Gordon Sherven, 12:53 Darryl Sittler, 23:20 Mike Gartner, 24:12 Marcel Dionne, 34:31 James Patrick.

Branky Finska: 11:44 Anssi Melametsä.

Rozhodčí: Jurij Karandin (URS) – Bernd Schneider (FRG), Heribert Vogt (FRG)

Vyloučení: 5:1

Diváků: 2500
 SRN -  NDR 	4:3 (1:1, 1:1, 2:1)
22. dubna 1983 (20:15)- Dortmund (Westfalenhalle)

Branky SRN: 19:59 Ernst Höfner, 30:26 Ulrich Hiemer, 51:15 Peter Scharf, 54:49 Marcus Kuhl.

Branky NDR: 15:22 Detlef Radant, 32:26 Andreas Ludwig, 46:34 Dietmar Peters.

Rozhodčí: Ron Fournier (CAN) – Lasse Vanhanen (FIN), Gustavo Alaimo (ITA)

Vyloučení: 8:3 + Helmut Steiger do konce zápasu.

Diváků: 10 100
 Československo -  SSSR 	1:5 (1:1, 0:1, 0:3)
23. dubna 1983 (15:00) – Dortmund (Westfalenhalle)

Branky a nahrávky Československa: 10:42 Dárius Rusnák (Igor Liba).

Branky a nahrávky SSSR: 3:35 Alexandr Skvorcov (Andrej Chomutov, Viktor Žluktov), 23:43 Viktor Žluktov, 41:07 Vladimir Krutov (Igor Larionov, Alexej Kasatonov), 44:22 Igor Larionov (Vladimir Krutov, Alexej Kasatonov), 47:23 Igor Larionov (Sergej Makarov).

Rozhodčí: Ron Fournier (CAN) – Bernd Schneider (FRG), Heribert Vogt (FRG)

Vyloučení: 7:6 (0:1, 1:0)

Diváků: 9 000
ČSSR: Dominik Hašek – Arnold Kadlec, Jaroslav Benák, Radoslav Svoboda, Eduard Uvíra, František Musil, Miroslav Dvořák – Jiří Lála, Ladislav Svozil, František Černý – Vincent Lukáč, Rusnár, Igor Liba – Vladimír Caldr, Vladimír Růžička, Pavel Richter – Jiří Hrdina, Dušan Pašek, František Černík.
SSSR: Vladislav Treťjak – Alexej Kasatonov, Vjačeslav Fetisov, Zinetula Biljaletdinov, Vasilij Pěrvuchin, Sergej Starikov, Vlaimir Zubkov – Sergej Makarov, Igor Larionov, Vladimir Krutov – Helmuts Balderis, Sergej Šepelev, Sergej Kapustin – Alexandr Malcev, Vjačeslav Bykov, Michail Vasiljev – Alexandr Skvorcov, Viktor Žluktov, Andrej Chomutov.
 Švédsko -  Itálie		5:1 (1:1, 1:0, 3:0)
23. dubna 1983 (18:30) – Dortmund (Westfalenhalle)

Branky Švédska: 15:55 Jan Erixon, 24:04 Bentg-Ake Gustafsson, 41:18 Jörgen Pettersson, 48:30 Jan Erixon, 55:50 Jörgen Pettersson.

Branky Itálie: 19:21 Adolf Insam.

Rozhodčí: Mark Faucette (USA) – Jan Tatíček (TCH), Peter Sommerschuh (GDR)

Vyloučení: 5:4

Diváků: 3 000
 Kanada -  NDR 	5:2 (3:1, 1:1, 1:0)
24. dubna 1983 (15:00) – Mnichov (Olympiahalle)

Branky Kanady: 6:18 Brian Propp, 15:03 Paul Reinhart, 18:06 Mike Gartner, 21:42 Brian Propp, 49:26 Dennis Maruk.

Branky NDR: 8:58 Dieter Frenzel, 33:50 Thomas Graul.

Rozhodčí: Dag Olsson (SWE) – Bernd Schneider (FRG), Heribert Vogt (FRG)

Vyloučení: 2:1

Diváků: 5 000
 Finsko -  Švédsko 	4:4 (2:0, 1:2, 1:2)
24. dubna 1983 (15:00) – Dortmund (Westfalenhalle)

Branky Finska: 5:45 Anssi Melametsä, 8:01 Pertti Lehtonen, 28:44 Matti Hagman, 54:40 Tapio Levo.

Branky Švédska: 27:47 Mats Näslund, 31:21 Kent Johanson, 46:05 Thomas Rundqvist, 48:07 Kent Johanson.

Rozhodčí: Vladimír Šubrt (TCH) – Walter Frey (FRG), Werner Würth (FRG)

Vyloučení: 7:6

Diváků: 1 500
 Československo -  SRN 	3:3 (0:1, 3:0, 0:2)
24. dubna 1983 (18:30) – Mnichov (Olympiahalle)

Branky a nahrávky Československa: 20:15 Jiří Lála (František Černý), 28:07 Vincent Lukáč (Igor Liba, František Musil), 30:23 Oldřich Válek (Dušan Pašek, Jaroslav Benák).

Branky a nahrávky SRN: 4:52 Erich Kühnhackl, 41:22 Erich Kühnhackl (Helmut Steiger, Marcus Kuhl), 47:32 Erich Kühnhackl (Marcus Kuhl, Harold Kreis).

Rozhodčí: Ron Fournier (CAN) – Anatolij Barinov(URS), Gustavo Alaimo (ITA)

Vyloučení: 6:4 (0:1)

Diváků: 10 500
ČSSR: Jiří Králík – Arnold Kadlec, Jaroslav Benák, Radoslav Svoboda, Eduard Uvíra, František Musil, Miroslav Dvořák – Jiří Lála, Ladislav Svozil, František Černík – Vincent Lukáč, Jiří Hrdina, Igor Liba – Vladimír Caldr, Vladimír Růžička, Pavel Richter – Oldřich Válek, Dušan Pašek, František Černý.
SRN: Karl Friesen – Harold Kreis, Peter Scharf, Ulrich Hiemer, Ignaz Berndaner, Dieter Medicus, Rainer Lutz – Roy Roedger, Ernst Höfner, Manfred Wolf – Marcus Kuhl, Erich Kühnhackl, Helmut Steiger – Peter Schiller, Gerd Truntschka, Holger Meitinger – Michael Betz, Dieter Hegen, Franz Reindl.
 SSSR -  Itálie		11:1 (4:1, 5:0, 2:0)
24. dubna 1983 (18:30) – Dortmund (Westfalenhalle)

Branky SSSR: 2:40 Vjačeslav Fetisov, 10:26 Helmuts Balderis, 14:50 Vjačeslav Fetisov, 18:51 Sergej Šepelev, 20:42 Sergej Makarov, 25:38 Vladimir Krutov, 31:50 Vjačeslav Bykov, 36:39 Helmuts Balderis, 38:43 Alexandr Skvorcov, 48:14 Vjačeslav Bykov, 54:16 Viktor Žluktov.

Branky Itálie: 8:56 Constante Priondolo.

Rozhodčí: Pertti Juhola (FIN) – Helmut Schmid (FRG), Lasse Vanhanen (FIN)

Vyloučení: 1:4

Diváků: 1 000
 Kanada -  SRN 	3:1 (0:0, 2:1, 1:0)
25. dubna 1983 (17:00) – Mnichov (Olympiahalle)

Branky Kanady: 23:01 Dong Halward, 30:28 Dave Taylor, 58:18 Brian Propp.

Branky SRN: 32:19 Erich Kühnhackl.

Rozhodčí: Jurij Karandin (URS) - Lasse Vanhanen (FIN), Jan Tatíček (TCH)

Vyloučení: 6:2

Diváků: 10 500
 NDR -  Finsko	6:4 (1:1, 1:1, 4:2)
25. dubna 1983 (20:15) – Mnichov (Olympiahalle)

Branky NDR: 3:33 Dieter Simon, 24:00 Harald Kuhnke, 43:28 Roland Peters, 47:40 Dieter Frenzel, 53:05 Dieter Frenzel, 56:41 Andreas Ludwig.

Branky Finska: 2:02 Tony Arima, 38:53 Arto Sirviö, 51:21 Kari Jalonen, 54:10 Hannu Helander.

Rozhodčí: Ron Fournier (CAN) – Anatolij Barinov (URS), Gustavo Alaimo (ITA)

Vyloučení: 2:3

Diváků: 3 300
 Československo -  Itálie		11:0 (3:0, 4:0, 4:0)
26. dubna 1983 (17:00) – Mnichov (Olympiahalle)	

Branky a nahrávky Československa: 12:02 Radoslav Svoboda (Igor Liba), 12:39 Vladimír Růžička, 19:09 Vincent Lukáč (Igor Liba, Milan Chalupa), 24:10 Milan Chalupa (Dušan Pašek, Vladimír Caldr), 27:31 Dušan Pašek, 29:19 Vincent Lukáč (Radoslav Svoboda), 31:13 Jiří Lála (Pavel Richter), 41:43 Pavel Richter (Miroslav Dvořák, Arnold Kadlec), 52:25 Jiří Lála (Jaroslav Benák), 54:48 Dušan Pašek, 57:11 Vincent Lukáč (Oldřich Válek, Vladimír Caldr).

Rozhodčí: Jurij Karandin (URS) – Walter Frey (FRG), Werner Würth (FRG)

Vyloučení: 5:6 (2:0, 2:0)

Diváků: 3 300
ČSSR: Dominik Hašek – Milan Chalupa, Jaroslav Benák, Radoslav Svoboda, Eduard Uvíra, Arnold Kadlec, Miroslav Dvořák – Jiří Lála, Ladislav Svozil, František Černík – Vincent Lukáč, Dárius Rusnák, Igor Liba – Jiří Hrdina, Vladimír Růžička, Pavel Richter – Oldřich Válek, Dušan Pašek, Vladimír Caldr.
Itálie: Jim Corsi (Nicola Sanza) – John Bellio, Dave Tomassoni, Guido Tenisi, Gerry Ciarcia, Michele Amodeo, Michele Mastrullo – Robert Manno, Rick Bragnalo, Tom Milani – Constante Priondolo, Grant Goegan, Alberto Di Fazio – Lodovico Migliore, Bobby de Piero, Adolf Insam – Patrick Dell’ Iannone, Michele Mair, Martin Pavlů.
 SSSR -  Švédsko 	5:3 (1:1, 4:2, 0:0)
26. dubna 1983 (20:15) – Mnichov (Olympiahalle)

Branky SSSR: 7:12 Sergej Makarov, 21:30 Sergej Kapustin, 7:05 Irek Gimajev, 35:15 Sergej Šepelev, 38:05 Alexej Kasatonov.

Branky Švédska: 12:08 Roland Eriksson, 29:31 Peter Loob, 38:10 Mats Näslund.

Rozhodčí: Pertti Juhola (FIN) – Bernd Schneider (FRG), Heribert Vogt (FRG)

Vyloučení: 11:10

Diváků: 7 700

### Finále
|    |         | URS | TCH | CAN | SWE | V | R | P | Skóre | B |
| 1. | SSSR    | *** | 1:1 | 8:2 | 4:0 | 2 | 1 | 0 | 13:3  | 5 |
| 2. | ČSSR    | 1:1 | *** | 5:4 | 4:1 | 2 | 1 | 0 | 10:6  | 5 |
| 3. | Kanada  | 2:8 | 4:5 | *** | 3:1 | 1 | 0 | 2 | 9:14  | 2 |
| 4. | Švédsko | 0:4 | 1:4 | 1:3 | *** | 0 | 0 | 3 | 2:11  | 0 |

 SSSR -  Švédsko 	4:0 (2:0, 2:0, 0:0)
28. dubna 1983 (17:00) – Mnichov (Olympiahalle)

Branky SSSR: 4:27 Viktor Žluktov, 9:35 Igor Larionov, 25:59 Sergej Starikov, 37:04 Vladimir Krutov.

Rozhodčí: Vladimír Šubrt (TCH) – Jan Tatíček (TCH), Lasse Vanhanen (FIN)

Vyloučení: 5:5 (2:0) + Helmuts Balderis na 10 min.

Diváků: 5 100
SSSR: Treťjak - Kasatonov, Fetisov, Biljaledtinov, Pervuchin, Starikov, Zubkov – Makarov, Larionov, Krutov - Balderis, Šepelev, Kapustin - Malcev, Bykov, M. Vasiliev - Skvorcov, Žluktov, Chomutov.
Švédsko: Lindbergh - Andersson, Bo Eriksson, Samuelsson, Thomas Eriksson, Mats Thelin, Hägglund - Johansson, Rundqvist, Sundström - Pettersson, Waltin, Eklund - Gustafsson, Holmgren, Näslund - Mörth, [Roland Eriksson, Södergren.
 Československo -  Kanada 	5:4 (2:1, 3:2, 0:1)
28. dubna 1983 (20:15) – Mnichov (Olympiahalle)	

Branky a nahrávky Československa: 0:14 Jiří Lála (Ladislav Svozil), 11:23 Jiří Lála (František Černík, Miroslav Dvořák), 23:56 Dárius Rusnák (Vincent Lukáč), 26:16 Arnold Kadlec (Igor Liba), 33:27 Vladimír Růžička.

Branky a nahrávky Kanady: 17:21 Craig Hartsburg (Dave Taylor), 28:14 Gordon Sherven (Craig Hartsburg, Bob Gainey), 36:08 Paul Reinhart (Dennis Maruk), 43:31 Brian Propp (Darryl Sittler, Paul Reinhart).

Rozhodčí: Pertti Juhola (FIN) – Anatolij Barinov (URS), Gustavo Alaimo (ITA)

Vyloučení: 5:7 (2:0)

Diváků: 7 900
ČSSR: Jiří Králík – Milan Chalupa, Jaroslav Benák, Radoslav Svoboda, Eduard Uvíra, Arnold Kadlec, Miroslav Dvořák – Jiří Lála, Ladislav Svozil, František Černík – Vincent Lukáč, Dárius Rusnák, Igor Liba – Jiří Hrdina, Vladimír Růžička, Pavel Richter – Oldřich Válek, Dušan Pašek, Vladimír Caldr.
Kanada: Rick Wamsley – Craig Hartsburg, Dong Halward, Brian Engblom, Scott Stevens, James Patrick, Tim Watters – Brian Propp, Darryl Sittler, John Anderson – Mike Gartner, Dennis Maruk, Michel Goulet – Bob Gainey, Marcel Dionne, Charlie Simmer - Paul Reinhart, Gordon Sherven, Dave Taylor.
 Kanada -  Švédsko 	3:1 (1:0, 1:1, 1:0)
30. dubna 1983 (17:00) – Mnichov (Olympiahalle)

Branky Kanady: 2:00 Charlie Simmer, 35:18 Dennis Maruk, 59:43 Marcel Dionne.

Branky Švédska: 28:49 Leif Holmgren.

Rozhodčí: Jurij Karandin (URS) – Anatolij Barinov (URS), Lasse Vanhanen (FIN)

Vyloučení: 5:4 (1:0)

Diváků: 10 000
Kanada: Wamsley - Hartsburg, Halward, Stevens, Engblom, Patrick, Watters, Reinhart - Propp, Sittler, Anderson - Gartner, Maruk, Goulet - Taylor, Dionne, Simmer - Gainey
Švédsko: Lindbergh - Waltin, Andersson, Thomas Eriksson, Hägglund, Loob, Samuelsson - Gustafsson, Holmgren, Näslund - Sundström, Eklund, Pettersson - Johansson, Jan Erixon, Rundqvist - Södergren, Roland Eriksson, Mörth.
 Československo -  SSSR 	1:1 (0:0, 0:1, 1:0)
30. dubna 1983 (20:15) – Mnichov (Olympiahalle)	

Branky a nahrávky Československa: 42:45 Jiří Hrdina (Jaroslav Benák, Pavel Richter).

Branky a nahrávky SSSR: 35:25 Sergej Makarov (Vasilij Pěrvuchin).

Rozhodčí: Ron Fournier (CAN) – Bernd Schneider (FRG), Heribert Vogt (FRG)

Vyloučení: 3:5

Diváků: 10 500
ČSSR: Jiří Králík – Milan Chalupa, Jaroslav Benák, Radoslav Svoboda, Eduard Uvíra, Arnold Kadlec, Miroslav Dvořák – Oldřich Válek, Dušan Pašek, Vladimír Caldr – Vincent Lukáč, Dárius Rusnák, Igor Liba – Jiří Lála, Ladislav Svozil, František Černík – Jiří Hrdina, Vladimír Růžička, Pavel Richter.
SSSR: Vladislav Treťjak – Alexej Kasatonov, Vjačeslav Fetisov, Sergej Babinov, Vasilij Pěrvuchin, Vlaimir Zubkov, Sergej Starikov – Sergej Makarov, Larionov, Vladimir Krutov – Helmuts Balderis, Sergej Šepelev, Sergej Kapustin – Alexandr Malcev, Vjačeslav Bykov, Irek Gimajev – Alexandr Skvorcov, Viktor Žluktov, Andrej Chomutov.
 Československo -  Švédsko 	4:1 (0:0, 4:0, 0:1)
2. května 1983 (15:00) – Mnichov (Olympiahalle)

Branky a nahrávky Československa: 27:37 Jiří Lála (Ladislav Svozil), 28:02 Dárius Rusnák (Igor Liba), 30:56 Ladislav Svozil (Jiří Lála), 36:18 Dušan Pašek (Oldřich Válek, Dárius Rusnák).

Branky a nahrávky Švédska: 52:51 Bo Eriksson (Peter Andersson).

Rozhodčí: Ron Fournier (CAN) – Lasse Vanhanen (FIN), Anatolij Barinov (URS)

Vyloučení: 4:7

Diváků: 6 900
ČSSR: Jiří Králík – Milan Chalupa, Jaroslav Benák, Radoslav Svoboda, Eduard Uvíra, Arnold Kadlec, Miroslav Dvořák – Jiří Lála, Ladislav Svozil, František Černík – Vincent Lukáč, Dárius Rusnák, Igor Liba – Jiří Hrdina, Vladimír Růžička, Pavel Richter – Oldřich Válek, Dušan Pašek, Vladimír Caldr.
Švédsko: Pelle Lindbergh – Bo Eriksson, Peter Andersson, Thomas Eriksson, Tommy Samuelsson, Mats Waltin, Roger Hägglund – Mats Näslund, Leif Holmgren, Bentg-Ake Gustafsson – Peter Sundström, Tom Eklund, Jörgen Pettersson – Kent Johanson, Thomas Rundqvist, Tommy Mörth – Häkan Södergren, Roland Eriksson.
 SSSR -  Kanada 	8:2 (1:1, 3:0, 4:1)
2. května 1983 (18:30) – Mnichov (Olympiahalle)

Branky SSSR: : 9:06 Michail Vasiljev, 22:28 Igor Larionov, 25:33 Vladimir Krutov, 34:12 Vjačeslav Bykov, 49:09 Alexandr Skvorcov, 49:32 Sergej Makarov, 54:38 Vjačeslav Fetisov, 58:45 Vladimir Krutov.

Branky Kanady: 3:43 John Anderson, 53:07 John Anderson.

Rozhodčí: Pertti Juhola (FIN) – Bernd Schneider (FRG), Heribert Vogt (FRG)

Vyloučení: 1:5 (1:0)

Diváků: 10 500
SSSR: Treťjak - Kasatonov, Fetisov, Babinov, Pervuchin, Starikov, Zubkov – Makarov, Larionov, Krutov - Balderis, Šepelev, Kapustin - Malcev, Bykov, M. Vasiliev - Skvorcov, Žluktov, Gimaev
Kanada: Wamsley - Hartsburg, Halward, Stevens, Engblom, Patrick, Watters – Propp, Sittler, Anderson - Gartner, Maruk, Goulet - Gainey, Dionne, Simmer – Reinhart, Sherven, Taylor

### O 5. - 8. místo
|    |        | GER | GDR | FIN | ITA | V | R | P | Skóre | B  |
| 5. | SRN    | *** | 7:3 | 2:4 | 5:4 | 5 | 1 | 4 | 31:34 | 11 |
| 6. | NDR    | 3:7 | *** | 6:2 | 1:3 | 3 | 0 | 7 | 29:40 | 6  |
| 7. | Finsko | 4:2 | 2:6 | *** | 4:4 | 2 | 2 | 6 | 30:40 | 6  |
| 8. | Itálie | 4:5 | 3:1 | 4:4 | *** | 1 | 1 | 8 | 16:56 | 3  |

- Utkání ze základní části se započítávala.

 SRN -  Itálie		5:4 (1:1, 2:2, 2:1)
27. dubna 1983 (17:00) – Mnichov (Olympiahalle)

Branky SRN: 15:58 Helmut Steiger, 23:51 Dieter Hegen, 34:43 Ernst Höfner, 44:49 Peter Scharf, 56:40 Franz Reindl.

Branky Itálie: 19:45 De Piero, 21:04 Milani, 39:26 Priondolo, 51:01 Goegan.

Rozhodčí: Ron Fournier (CAN) – Anatolij Barinov (URS), Lasse Vanhanen (FIN)

Vyloučení: 2:2

Diváků: 1 500
 Finsko -  NDR 	2:6 (0:1, 1:1, 1:4)
27. dubna 1983 (20:15) – Mnichov (Olympiahalle)

Branky Finska: 26:24 Risto Jalo, 59:50 Kari Jalonen.

Branky NDR: 9:45 Stefan Steinbock, 33:19 Dieter Frenzel, 43:38 Fred Bartell, 47:51 Andreas Ludwig, 50:20 Gerhard Müller, 58:19 Reinhard Fengler.

Rozhodčí: Mark Faucette (USA) – Walter Frey (FRG), Werner Würth (FRG)

Vyloučení: 7:4

Diváků: 1 000
 Finsko -  SRN 	4:2 (2:0, 2:2, 0:0)
29. dubna 1983 (17:00) – Mnichov (Olympiahalle)

Branky Finska: 2:26 Matti Hagman, 10:53 Petri Skriko, 22:27 Petri Skriko, 26:10 Anssi Melametsä.

Branky SRN: 30:56 Gerd Truntschka, 35:24 Michael Betz.

Rozhodčí: Ron Fournier (CAN) – Jan Tatíček (TCH), Peter Sommerschuh (GDR)

Vyloučení: 6:5

Diváků: 6 900
 Itálie -  NDR 	3:1 (0:0, 2:0, 1:1)
29. dubna 1983 (20:15) – Mnichov (Olympiahalle)

Branky Itálie: 22:08 Amodeo, 34:35 de Piero, 46:05 Milani

Branky NDR: 43:38 Fred Bartell.

Rozhodčí: Mark Faucette (USA) – Helmut Schmid (FRG), Lasse Vanhanen (FIN)

Vyloučení: 4:6

Diváků: 2 700
 Finsko -  Itálie		4:4 (1:1, 2:3, 1:0)
1. května 1983 (15:00) – Mnichov (Olympiahalle)

Branky Finska: 1:19 Tony Arima, 26:35 Kari Jalonen, 30:37 Kari Makkonen, 59:57 Tapio Levo.

Branky Itálie: 19:10 Bobby de Piero, 24:53 Alberto Di Fazio, 35:46 John Bellio, 37:50 Constante Priondolo.

Rozhodčí: Dag Olsson (SWE) – Helmut Schmid (FRG), Peter Sommerschuh (GDR)

Vyloučení: 3:4

Diváků: 3 200
 SRN -  NDR 	7:3 (1:0, 2:2, 4:1)
1. května 1983 (18:30) - Mnichov (Olympiahalle)

Branky SRN: 6:20 Helmut Steiger, 21:50 Franz Reindl, 31:04 Ernst Höfner, 41:36 Gerd Truntschka, 46:48 Franz Reindl, 51:48 Erich Kühnhackl 52:07 Manfred Wolf.

Branky NDR: 32:45 Detlef Radant, 34:01 Frank Proske, 46:58 Frank Proske.

Rozhodčí: Ron Fournier (CAN) – Anatolij Barinov (URS), Lasse Vanhanen (FIN)

Vyloučení: 13:9 + Erich Kühnhackl na 10 min.

Diváků: 10 500

### Mistrovství Evropy
|    |         | URS  | TCH  | SWE | GER | GDR | FIN | ITA  | V | R | P | Skóre | B  |
| 1. | SSSR    | ***  | 5:1  | 5:3 | 6:0 | 3:0 | 3:0 | 11:1 | 6 | 0 | 0 | 33:5  | 12 |
| 2. | ČSSR    | 1:5  | ***  | 4:1 | 3:3 | 6:1 | 4:2 | 11:0 | 4 | 1 | 1 | 29:12 | 9  |
| 3. | Švédsko | 3:5  | 1:4  | *** | 5:1 | 5:4 | 4:4 | 5:1  | 3 | 1 | 2 | 23:19 | 7  |
| 4. | SRN     | 0:6  | 3:3  | 1:5 | *** | 4:3 | 4:3 | 4:0  | 3 | 1 | 2 | 16:20 | 7  |
| 5. | NDR     | 0:3  | 1:6  | 4:5 | 3:4 | *** | 6:4 | 3:1  | 2 | 0 | 4 | 17:23 | 4  |
| 6. | Finsko  | 0:3  | 2:4  | 4:4 | 3:4 | 4:6 | *** | 6:2  | 1 | 1 | 4 | 19:23 | 3  |
| 7. | Itálie  | 1:11 | 0:11 | 1:5 | 0:4 | 1:3 | 2:6 | ***  | 0 | 0 | 6 | 5:40  | 0  |

## Statistiky

### Nejlepší hráči podle direktoriátu IIHF
| Brankář | Vladislav Treťjak |
| Obránce | Vjačeslav Fetisov |
| Útočník | Jiří Lála         |

### All Stars
| Brankář         | Vladislav Treťjak |
| Levý obránce    | Vjačeslav Fetisov |
| Pravý obránce   | Alexej Kasatonov  |
| Levé křídlo     | Vladimir Krutov   |
| Střední útočník | Igor Larionov     |
| Pravé křídlo    | Sergej Makarov    |

### Kanadské bodování
| Poř. | Kanadské bodování | Branky | Přihrávky | Body |
| ---- | ----------------- | ------ | --------- | ---- |
| 1.   | Sergej Makarov    | 9      | 9         | 18   |
| 2.   | Vladimir Krutov   | 8      | 7         | 15   |
| 3.   | Jiří Lála         | 9      | 5         | 14   |
| 4.   | Igor Larionov     | 5      | 7         | 12   |
| 4.   | Erich Kühnhackl   | 5      | 7         | 12   |
| 6.   | Alexej Kasatonov  | 1      | 10        | 11   |
| 7.   | Vjačeslav Fetisov | 3      | 7         | 10   |
| 8.   | Igor Liba         | 2      | 8         | 10   |
| 9.   | Marcel Dionne     | 6      | 3         | 9    |
| 9.   | Anssi Melametsä   | 6      | 3         | 9    |

### Soupiska SSSR
1.  SSSR

Brankáři: Vladislav Treťjak, Vladimir Myškin.

Obránci: Vjačeslav Fetisov, Vladimir Zubkov, Sergej Babinov, Vasilij Pěrvuchin, Alexej Kasatonov, Sergej Starikov, Zinetula Biljaletdinov, Irek Gimajev.

Útočníci: Michail Vasiljev, Sergej Kapustin, Vladimir Krutov, Alexandr Malcev, Igor Larionov, Andrej Chomutov, Helmuts Balderis, Sergej Šepelev, Viktor Žluktov, Sergej Makarov, Alexandr Skvorcov, Vjačeslav Bykov.

Trenéři: Viktor Tichonov, Vladimir Jurzinov.

### Soupiska Československa
2.  Československo

Brankáři: Jiří Králík, Dominik Hašek.

Obránci: František Musil, Milan Chalupa, Miroslav Dvořák, Eduard Uvíra, Arnold Kadlec, Jaroslav Benák, Radoslav Svoboda.

Útočníci: Igor Liba, Pavel Richter,  – František Černík, Oldřich Válek, Vladimír Růžička, Dárius Rusnák, Vladimír Caldr, Jiří Lála, Dušan Pašek, Ladislav Svozil, Vincent Lukáč, Jiří Hrdina, František Černý.

Trenéři: Luděk Bukač, Stanislav Neveselý.

### Soupiska Kanady
3.  Kanada

Brankáři: Rick Wamsley, Mike Veisor.

Obránci: Dong Halward, Scott Stevens, Rick Lanz, James Patrick, Tim Watters, Brian Engblom, Craig Hartsburg.

Útočníci: Gordon Sherven, Mike Gartner, Marcel Dionne, Michel Goulet, Dave Taylor, Dennis Maruk, Charlie Simmer, Bob Gainey, Patrick Flatley, Brian Propp, Darryl Sittler, John Anderson, Paul Reinhart.

Trenér: Dave King.

### Soupiska Švédska
4.  Švédsko

Brankáři: Pelle Lindbergh, Göte Wälitalo.

Obránci: Tommy Samuelsson, Peter Andersson, Mats Thelin, Mats Waltin, Roger Hägglund, Bo Eriksson, Peter Loob, Thomas Eriksson.

Útočníci: Thom Eklund, Thomas Rundqvist, Roland Eriksson, Kent Johansson, Mats Näslund, Tommy Mörth, Leif Holmgren, Peter Sundström, Bengt-Åke Gustafsson, Jan Erixon, Jörgen Pettersson, Håkan Södergren.

Trenér: Anders Parmström.

### Soupiska SRN
5.  SRN

Brankáři: Karl Friesen, Erich Weishaupt.

Obránci: Udo Kießling, Rainer Lutz, Peter Scharf, Dieter Medicus, Ignaz Berndaner, Thomas Gandorfer, Harold Kreis, Ulrich Hiemer.

Útočníci: Ernst Höfner, Franz Reindl, Manfred Wolf, Erich Kühnhackl, Marcus Huhl, Holger Meitinger, Gerd Truntschka, Roy Roedger, Dieter Hegen, Helmut Steiger, Michael Betz, Peter Schiller.

Trenér: Xaver Unsinn.

### Soupiska NDR
6.  NDR

Brankáři: Rene Bielke, Ingolf Spantig.

Obránci: Frank Braun, Joachim Lempio, Reinhard Fengler, Dieter Frenzel, Karl-Rüdiger Schröder, Dietmar Peters, Andreas Ludwig.

Útočníci: Detlef Radant, Friedhelm Bögelsack, Thomas Graul, Dieter Simon, Roland Peters, Frank Proske, Stefan Steinbock, Fred Bartell, Dieter Kinzel, Harald Kuhnke, Gerhard Müller, Eckhard Scholz, Guido Hiller.

Trenér: Joachim Ziesche.

### Soupiska Finska
7.  Finsko

Brankáři: Hannu Kamppuri, Kari Takko.

Obránci: Pekka Rautakallio, Pertti Lehtonen, Risto Siltanen, Matti Kaario, Tapio Levo, Hannu Helander, Lasse Litma.

Útočníci: Arto Javanainen, Tony Arima, Risto Jalo, Petri Skriko, Timo Susi, Arto Sirviö, Juha Nurmi, Kari Jalonen, Matti Hagman, Ilkka Sinisalo, Kari Makkonen, Anssi Melametsä, Raimo Summanen.

Trenér: Alpo Suhonen.

### Soupiska Itálie
8.   Itálie

Brankáři: Jim Corsi, Nicola Sanza.

Obránci: Guido Tenisi, Erwin Kostner, Michele Amodeo, Gerry Ciarcia, John Bellio, Michele Mastrullo, Dave Tomassoni, Fabrizio Kassiatter .

Útočníci: Lodovico Migliore, Adolf Insam, Patrick Dell’ Iannone, Rick Bragnalo, Michele Mair, Alberto Di Fazio, Constante Priondolo, Grant Goegan, Martin Pavlů, Robert Manno, Bobby de Piero, Tom Milani.

Trenér: Dave Chambers.

### Rozhodčí
| Hlavní - Mark Faucette - Ron Fournier - Pertti Juhola - Jurij Karandin - Dag Olsson - Vladimír Šubrt | Čárový - Gustavo Alajmo - Anatolij Barinov - Walter Frey - Helmut Schmid - Bernd Schnieder - Peter Sommerschuh - Jan Tatíček - Lasse Vanhanen - Heribert Vogt - Werner Würth |

## MS Skupina B
|    |            | USA  | POL  | AUT  | NOR | JPN  | SUI | ROM  | YUG  | V | R | P | Skóre | B  |
| 1. | USA        | ***  | 6:2  | 3:3  | 8:2 | 12:1 | 5:2 | 6:2  | 13:2 | 6 | 1 | 0 | 53:14 | 13 |
| 2. | Polsko     | 2:6  | ***  | 5:5  | 7:1 | 2:1  | 6:4 | 9:0  | 12:2 | 5 | 1 | 1 | 43:19 | 11 |
| 3. | Rakousko   | 3:3  | 5:5  | ***  | 3:2 | 5:5  | 8:8 | 12:2 | 5:2  | 3 | 4 | 0 | 41:27 | 10 |
| 4. | Norsko     | 2:8  | 1:7  | 2:3  | *** | 5:4  | 8:1 | 5:3  | 6:2  | 4 | 0 | 3 | 29:28 | 8  |
| 5. | Japonsko   | 1:12 | 1:2  | 5:5  | 4:5 | ***  | 3:3 | 6:2  | 3:2  | 2 | 2 | 3 | 23:31 | 6  |
| 6. | Švýcarsko  | 2:5  | 4:6  | 8:8  | 1:8 | 3:3  | *** | 3:4  | 4:1  | 1 | 2 | 4 | 25:35 | 4  |
| 7. | Rumunsko   | 2:6  | 0:9  | 2:12 | 3:5 | 2:6  | 4:3 | ***  | 7:7  | 1 | 1 | 5 | 20:48 | 3  |
| 8. | Jugoslávie | 2:13 | 2:12 | 2:5  | 2:6 | 2:3  | 1:4 | 7:7  | ***  | 0 | 1 | 6 | 18:50 | 1  |

 Japonsko -  Jugoslávie 3:2 (0:0, 2:1, 1:1)
21. března 1983 – Tokio

 Norsko -  Rumunsko 5:3 (3:1, 2:2, 0:0)
21. března 1983 – Tokio

 Polsko -  Norsko 7:1 (4:1, 1:0, 2:0)
22. března 1983 – Tokio

 Rakousko -  Švýcarsko 8:8 (2:3, 3:2, 3:3)
22. března 1983 – Tokio

 USA -  Jugoslávie 13:2 (1:0, 6:0, 6:2)
22. března 1983 – Tokio

 USA -  Rumunsko 6:2 (1:0, 1:1, 4:1)
23. března 1983 – Tokio

 Japonsko -  Švýcarsko 3:3 (1:1, 2:1, 0:1)
23. března 1983 – Tokio

 Polsko -  Jugoslávie 12:2 (4:1, 3:0, 5:1)
24. března 1983 – Tokio

 Rakousko -  Norsko 3:2 (1:1, 2:0, 0:1)
24. března 1983 – Tokio

 Japonsko -  Rumunsko 6:2 (2:1, 1:0, 3:1)
24. března 1983 – Tokio

 Rakousko -  Polsko 5:5 (2:2, 2:0, 1:3)
25. března 1983 – Tokio

 USA -  Švýcarsko 5:2 (0:0, 2:0, 3:2)
25. března 1983 – Tokio

 Rumunsko -  Jugoslávie 7:7 (2:3, 3:2, 2:2)
26. března 1983 – Tokio

 Japonsko -  Norsko 4:5 (1:3, 2:1, 1:1)
26. března 1983 – Tokio

 Polsko -  Švýcarsko 6:4 (4:1, 1:2, 1:1)
27. března 1983 – Tokio

 USA -  Rakousko 3:3 (1:2, 1:0, 1:1)
27. března 1983 – Tokio

 Norsko -  Jugoslávie 6:2 (1:2, 1:0, 4:0)
28. března 1983 – Tokio

 Rumunsko -  Švýcarsko 4:3 (2:1, 2:1, 0:1)
28. března 1983 – Tokio

 USA -  Polsko 6:2 (0:1, 6:0, 0:1)
28. března 1983 – Tokio

 Japonsko -  Rakousko 5:5 (1:1, 2:0, 2:4)
28. března 1983 – Tokio

 Rakousko -  Rumunsko 12:2 (1:0, 6:1, 5:1)
30. března 1983 – Tokio

 Švýcarsko -  Jugoslávie 4:1 (1:0, 3:0, 0:1)
30. března 1983 – Tokio

 USA -  Norsko 8:2 (2:1, 5:0, 1:1)
30. března 1983 – Tokio

 Japonsko -  Polsko 1:2 (0:1, 1:0, 0:1)
30. března 1983 – Tokio

 Norsko -  Švýcarsko 8:1 (2:1, 4:0, 2:0)
31. března 1983 – Tokio

 Rakousko -  Jugoslávie 5:2 (2:1, 2:1, 1:0)
31. března 1983 – Tokio

 Polsko -  Rumunsko 9:0 (4:0, 1:0, 4:0)
31. března 1983 – Tokio

 Japonsko -  USA 1:12 (0:4, 0:2, 1:6)
31. března 1983 – Tokio

### Vítězný tým
USA

Brankáři: Jim Craig, Bob Mason, Paul Ostby.

Obránci: Ron Griffin, Gary Haight, Keith Hanson, Craig Norwich, Tim Thomas, Don Waddell, Ron Wilson .

Útočníci: Bob Brooke, Dave Delich, Mike Fidler, Bill Gilligan, John Harrington, Steve Jensen, Mark Kumpel, Brian Lawton, Ed Lee, Jeff Logan, Gary Sampson, Steve Ulseth, Phil Verchota.

Trenér: Lou Vario.

## MS Skupina C
|    |            | NED  | HUN  | CHN  | DEN  | FRA  | BUL | ESP  | PRK  | V | R | P | Skóre | B  |
| 1. | Nizozemsko | ***  | 12:5 | 12:1 | 10:0 | 10:0 | 7:2 | 16:2 | 11:1 | 7 | 0 | 0 | 78:11 | 14 |
| 2. | Maďarsko   | 5:12 | ***  | 4:3  | 0:4  | 3:1  | 7:2 | 17:2 | 14:1 | 5 | 0 | 2 | 50:25 | 10 |
| 3. | Čína       | 1:12 | 3:4  | ***  | 6:1  | 3:3  | 5:1 | 5:0  | 5:2  | 4 | 1 | 2 | 28:23 | 9  |
| 4. | Dánsko     | 0:10 | 4:0  | 1:6  | ***  | 5:2  | 4:5 | 4:0  | 6:3  | 4 | 0 | 3 | 24:26 | 8  |
| 5. | Francie    | 0:10 | 1:3  | 3:3  | 2:5  | ***  | 4:2 | 7:1  | 24:1 | 3 | 1 | 3 | 41:25 | 7  |
| 6. | Bulharsko  | 2:7  | 2:7  | 1:5  | 5:4  | 2:4  | *** | 4:4  | 4:5  | 1 | 1 | 5 | 20:36 | 3  |
| 7. | Španělsko  | 2:16 | 2:17 | 0:5  | 0:4  | 1:7  | 4:4 | ***  | 8:2  | 1 | 1 | 5 | 17:55 | 3  |
| 8. | KLDR       | 1:11 | 1:14 | 2:5  | 3:6  | 1:24 | 5:4 | 2:8  | ***  | 1 | 0 | 6 | 15:72 | 2  |

 Francie -  Dánsko 2:5 (0:2, 0:3, 2:0)
11. března 1983 – Budapešť

 Nizozemsko -  Bulharsko 7:2 (2:1, 0:1, 5:0)
11. března 1983 – Budapešť

 Čína -  KLDR 5:2 (2:2, 0:0, 3:0)
11. března 1983 – Budapešť

 Maďarsko -  Španělsko 17:2 (5:0, 5:1, 7:1)
11. března 1983 – Budapešť

 Maďarsko -  Francie 3:1 (1:0, 2:1, 0:0)
12. března 1983 – Budapešť

 KLDR -  Nizozemsko 1:11 (1:4, 0:2, 0:5)
12. března 1983 – Budapešť

 Španělsko -  Dánsko 0:4 (0:1, 0:3, 0:0)
13. března 1983 – Budapešť

 Bulharsko -  Čína 1:5 (0:3, 1:0, 0:2)
13. března 1983 – Budapešť

 KLDR -  Maďarsko 1:14 (0:0, 0:9, 1:5)
14. března 1983 – Budapešť

 Francie -  Nizozemsko 0:10 (0:3, 0:2, 0:5)
14. března 1983 – Budapešť

 Dánsko -  Bulharsko 4:5 (1:3, 0:1, 3:1)
14. března 1983 – Budapešť

 Španělsko -  Čína 0:5 (0:1, 0:1, 0:3)
14. března 1983 – Budapešť

 KLDR -  Francie 1:24 (0:8, 1:7, 0:9)
15. března 1983 – Budapešť

 Maďarsko -  Nizozemsko 5:12 (1:5, 1:6, 3:1)
15. března 1983 – Budapešť

 Dánsko -  Čína 1:6 (1:2, 0:4, 0:0)
16. března 1983 – Budapešť

 Bulharsko -  Španělsko 4:4 (0:0, 2:1, 2:3)
16. března 1983 – Budapešť

 Nizozemsko -  Čína 12:1 (5:0, 4:1, 3:0)
17. března 1983 – Budapešť

 Francie -  Španělsko 7:1 (1:0, 3:1, 3:0)
17. března 1983 – Budapešť

 Bulharsko -  KLDR 4:5 (1:1, 1:2, 2:2)
17. března 1983 – Budapešť

 Maďarsko -  Dánsko 0:4 (0:0, 0:2, 0:2)
17. března 1983 – Budapešť

 Maďarsko -  Bulharsko 7:2 (1:0, 4:1, 2:1)
19. března 1983 – Budapešť

 Nizozemsko -  Španělsko 16:2 (4:1, 7:0, 5:1)
19. března 1983 – Budapešť

 Dánsko -  KLDR 6:3 (3:1, 3:2, 0:0)
19. března 1983 – Budapešť

 Čína -  Francie 3:3 (0:1, 0:1, 3:1)
19. března 1983 – Budapešť

 Španělsko -  KLDR 8:2 (2:0, 3:2, 3:0)
20. března 1983 – Budapešť

 Nizozemsko -  Dánsko 10:0 (2:0, 4:0, 4:0)
20. března 1983 – Budapešť

 Bulharsko -  Francie 2:4 (1:1, 0:2, 1:1)
20. března 1983 – Budapešť

 Čína -  Maďarsko 3:4 (1:2, 1:1, 1:1)
20. března 1983 – Budapešť